# ییراتیتسه
ییراتیتسه (به چکی: Jiratice) یک منطقهٔ مسکونی در جمهوری چک است که در منطقه تربیچ واقع شده‌است. ییراتیتسه ۳٫۰۶ کیلومتر مربع مساحت و ۸۱ نفر جمعیت دارد و ۴۶۷ متر بالاتر از سطح دریا واقع شده‌است.